# Mojżesz depcze koronę faraona

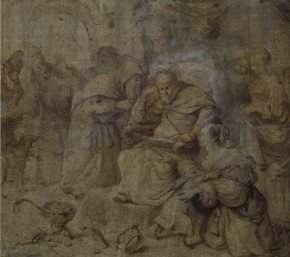
Mojżesz depcze koronę faraona, szkic przygotowawczy ołówkiem,
24,4 × 27,4 cm Oxford, Ashmolean Museum

Mojżesz depcze koronę faraona (niderl. Mozes vertrapt de kroon van farao) – obraz holenderskiego malarza Jana Steena.

## Geneza
Po znalezieniu koszyka wiklinowego z Mojżeszem przez córkę faraona Termutis, chłopiec zamieszkał w pałacu. Zilustrowana scena dotyczy późniejszych wydarzeń opisanych m.in. przez Józefa Flawiusza w Dawnych dziejach Izraela. Po pewnym czasie Termutis postanowiła pokazać chłopca ojcu i oświadczyć mu, iż pragnie wychować go jak własnego syna i następcę tronu. Następnie przekazała dziecko na ręce faraona, a ten włożył mu na główkę diadem. Mały Mojżesz zrzucił koronę na ziemię, a następnie stanął na niej. Wówczas kapłan, który wcześniej przepowiedział koniec potęgi egipskiej za sprawą nowo narodzonego chłopca, rzucił się w stronę dziecka ze słowami skierowanymi do władcy: 

O, królu, to jest właśnie ten chłopiec, o którym obwieścił Bóg, że tylko przez jego śmierć uchronimy się od niebezpieczeństwa; oto potwierdził on tę zapowiedź, depcząc diadem, znamię Twojej władzy. Zabij go by uwolnić Egipcjan od trwogi, a Hebrajczyków pozbawić nadziei związanej z tym dzieckiem. - Termutis zdążyła jednak wyrwać mu Mojżesza, a i król nie kwapił się do zabicia chłopca. (Józef Flawiusz, Dawne dzieje Izraela 2, 232-236)

## Opis obrazu
Steen zilustrował wspomniany wątek w bardzo ekspresywny sposób. W centralnej części umieścił faraona siedzącego na tronie z głową wspartą na ramieniu. Jego twarz jest zafrasowana i jako jedyny spogląda na widza, jakby szukając u niego pomocy w podjęciu decyzji. Z jego prawej strony ukazano świtę królewską wraz z pochylającym się ku niemu kapłanem. Ten wskazuje na małego Mojżesza i namawia władcę do zabicia dziecka. Za nim widać innych kapłanów równie wzburzonych obserwowaną sceną. Po lewej stronie faraona, u jego stóp, przysiada córka, która staje w obronie przybranego syna, a jednocześnie bierze w objęcia garnące się do niej dziecko. Za nią stoją, nieco z boku, jej dwie wierne służące, oczekujące wyroku faraona. U ich nóg widać psa symbolizującego wierność i przywiązanie. Ukazanie po obu stronach faraona, dwóch różnych grup miało zobrazować trudność decyzji, jaką musi podejmować władca.
U dołu obrazu, w centralnej części znajduje się główny rekwizyt opowieści – korona. Leży ona przewrócona na ziemi z odłamanym fragmentem. Mały Mojżesz biegnie do przybranej matki chcąc się schronić w jej ramionach. Taka reakcja dziecka spowodowana jest kolejnymi wydarzeniami nieopisanymi już przez Flawiusza. Według legendy, by sprawdzić, czy chłopiec celowo zdeptał koronę, dano mu wybór między rozżarzonymi węgielkami a złotymi monetami. Mojżesz wybrał węgielki i ocalił swoje życie parząc się jednocześnie w język (dlatego też trzyma palec w ustach). Z lewej strony widzimy sługę trzymającego w szczypcach węgielki w kociołku oraz sakwę monet leżącą obok.
Steen wszystkie postacie ubrał we współczesne mu szaty.
Właścicielem płótna do 2011 roku był prywatny kolekcjoner. Obraz w latach 2008–2011 był wypożyczony do muzeum w Hadze, a w 2012 został zakupiony przez muzeum. Jest piętnastym dziełem Jana Steena w kolekcji w Mauritshuisie.